# 再作曲
再作曲とは、一度作曲された作品に加筆改定を加えて全く別の作品にすることを言う。

## 歴史
再作曲の歴史は古い。比較的有名な例はヨハネス・ブラームスの「ピアノ協奏曲第1番」である。この作品は最初交響曲であったが、その後2台のピアノに書き換え、最終的にピアノと管弦楽のための協奏曲になった。
一度作った作品を再作曲するかどうかは人によって隔たりが大きく、武満徹は後年この種の再作曲をほとんど好まなかった。

## 戦後作曲史の中の再作曲
この「使い回し」を戦後の現代音楽の中で大きく飛躍させたのがルチアーノ・ベリオである。たびたびベリオは自分の作曲の拡大や増殖を好んできたが、大きく言及されるのは「道II」を巡る作曲である。
まず「セクェンツァ VI」を作曲後独奏ヴィオラの和声を再点検。まず同一のピッチを他の楽器で重ねる最も初歩的な手順から、ヴィオラの線の上下に拡大された和声を貼り付けていった。これが「道II」である。
この「道II」をもとに更に拡大した作曲を行ったのが「道III」だが、ここでベリオの探求は終わらなかった。ベリオは「道IIb」で「セクェンツァ VI」「道II」「道III」のすべての音符を取り込んで、独奏ヴィオラの線が完全に消失した音の形に仕立て上げた。「道IIc」はこのbへさらにバス・クラリネット独奏を加えている。
トータル・セリーの革命以後、セリーの原形やリズムの数列の元データがあれば、いかなる作曲でも再作曲を自称できることになるが、ベリオの「道」シリーズはこの最たるものであった。

## 現在
ベリオの技術の流布後、多くの作曲家がこの種の作品を書き下ろしている。ルカ・フランチェスコーニの「Riti neurali」の管弦楽パートは以前に作曲されたヴァイオリン独奏曲「Inizio di duolon」の法則から他の楽器の和声を紡ぎ出す。松平頼則は「ピアノのための6つの前奏曲」を二度に渡って書き直し、「呂旋法による3つの即興曲」と「律旋法による3つの即興曲」へ編み直した。このほかにも、松平には多くの再作曲の範例がある。
フランコ・ドナトーニの再作曲の手順はベリオとは大きく装いを異にしており、「変奏の再変奏」という形を取るため、連打音を全編抜く、オクターブ置換するなどの過激な手段が躊躇なく使われた。ベリオのようにまだ小節構造が一致していてハーモニーの移り変わりが聞き取れる程度であったものが、まったく別物の線的な素材に置き換わっていることが少なくなかった。ただ、「Tell」や「Feria IV」や「Het」の素材はお互いにとても良く似通っており、どれも似たような音楽に聞こえるが細部はすべて異なるといった形で提示されていることが1977年以降は多かった。
イアニス・クセナキスの再作曲は最もわかりやすく、「Akea」と「Horos」がそのまま「Kyania」に組み込まれるなど聴いてすぐ見つかる範囲内であったが、これは彼の闘病に基づいていたからである。
ロベルト・HP・プラッツの自作コラージュは紛れもない再作曲行為であるものの、彼は一旦完成した作品からパートを抜き取って別の作品を主張することが多い。典型例はソプラノと2台ピアノと管弦楽のための「Grenzgänge Steine」だが、ソプラノと2台ピアノのパートは分離独立して演奏しても良いとしている。「up/down/strange/charm」はピアノソロのためのup、室内オーケストラのためのdown、打楽器とクラリネットとハープのためのstrange、笙とヴァイオリンのためのcharmが組み合わされているが、それぞれ分離独立して演奏されても良いとしている。
このほか、横島浩やフェルナンド・グリッロは「複数の作品を同時に演奏する」ことをしばしば行っていた。